# Möhrendorf
Möhrendorf is a town thuộc huyện Erlangen-Höchstadt, trong bang Bayern, nước Đức. Đô thị Möhrendorf có diện tích 13,16 km², dân số thời điểm 31 tháng 12 năm 2006 là 4372 người.